# Elisabeth Kitzinger
Elisabeth Rahel Kitzinger (* 2. April 1881 in München; † 2. Juli 1966 in Washington, D.C.) war eine deutsche Wohlfahrtspflegerin jüdischer Abstammung.

## Leben und Wirken
Elisabeth Rahel war das älteste von drei Kindern ihrer Eltern. Ihr Vater, Eugen Merzbacher war Münzhändler und Numismatiker, die Mutter, Rosa Merzbacher (geb. Jaffé), zeichnete für die Erziehung der Kinder und der Führung des vornehmen Haushalts verantwortlich. Nach dem Besuch der Höheren Töchterschule führte Elisabeth Merzbacher das Leben einer „Haustochter“, sie unterstützte die Mutter und betätigte sich in ehrenamtlicher sozialer Arbeit. Sie sammelte die kleinen unbeaufsichtigten jüdischen Kinder, die in den Straßen der Großstadt herumstreunten, und beaufsichtigte und unterrichtete diese in der elterlichen Wohnung. Daraus entstand 1904 der Merzbacher'sche Privatkindergarten für jüdische Kinder, der sich schnell großer Beliebtheit erfreute. Die Institution, die vom Verein Israelitischer Frauenhilfe e.V. übernommen wurde, musste wegen stetiger Erweiterung der Aufnahmekapazität immer wieder in geräumigere Gebäude umziehen, zumal dem Kindergarten noch ein Hort für Schulkinder angegliedert wurde. Insgesamt fanden 150 Kinder Aufnahme, wobei lediglich zwei Drittel von ihnen jüdischen Glaubens waren – der Stadtrat hatte Kindergarten und Hort nämlich nur mit der Auflage genehmigt, daß Kinder jeder Glaubensrichtung aufgenommen würden.
Am 22. August 1905 heiratete Elisabeth Merzbacher den Juristen Wilhelm Nathan Kitzinger, der seine Frau in ihrer ehrenamtlichen Tätigkeit unterstützte und 1938 mit einem Berufsverbot belegt wurde. Aus der Ehe gingen vier Kinder hervor.
Elisabeth Kitzinger war der Ansicht, dass die jüdische Wohlfahrtspflege in München wesentlich umfangreicher ausgebaut werden müsste. Darum engagierte sie sich in dem noch jungen Verein Israelitische Jugendhilfe e. V., dessen 1. Vorsitzende sie viele Jahre war, und befürwortete die Errichtung eines Hortes, eines Mädchenclubs sowie eines Kinderheimes, das elternlose, uneheliche oder im Elternhaus gefährdete Kinder aufnahm. Es wurden unter ihrer Federführung noch ein Mädchenheim für im Erwerbsleben stehende junge Mädchen und ein Heim für schulentlassene Jungen ins Leben gerufen.
1939 emigrierte Elisabeth Kitzinger und ihr Mann in das damalige Palästina. Acht Jahre später übersiedelte sie zu ihrem Sohn, dem Kunsthistoriker Ernst Kitzinger, in die USA.
Der Chemiker Siegfried Merzbacher war ihr Bruder und dessen Sohn Eugen Merzbacher ihr Neffe. 

## Schriften
- Jüdische Jugendfürsorge in München. 1904–1943. In: Hans Lamm (Hrsg.): Von Juden in München. Ein Gedenkbuch. München 1958, S. 75 ff.

## Gedenken
Im Münchner Stadtteil Neufreimann wurde 2024 die Elisabeth-Kitzinger-Straße nach ihr benannt.